# 甚句
甚句（じんく）は日本の伝統的な歌謡の一形式である。「甚九」とも表記する。

## 概要
詳細は不明だが江戸時代に発生したと見られる。歌詞が7、7、7、5で1コーラスを構成するのが特徴。様々な歌詞が生み出された。5、7、7、7、5となる場合もある。全国各地の民謡にこの形式が多い。メリスマ型もシラブル型も有る。囃子言葉が挿入されたり前後に付く場合が多い。ヤンキードゥードゥル等、外国曲にこの形式の歌詞を当てはめたものもある。
由来については、越後の石地の浦の甚九という男の創始したもの、地の句（郷土唄）が「地ン句」と変化したもの、「神供」（神前に奉納した歌舞）の転じたものといった諸説があるものの不詳。宝永-享保頃から上方で流行した踊口説「兵庫口説」に、「ゑびや甚九」という叙事歌謡があり、それが「甚句節」（盆踊唄）として各地に広まったとする説が有力視される。
佐藤成裕『中陵漫録』「越後の甚九踊の如き盛なるはなし」、鹿角地方の盆踊唄に「甚句踊の始まる時は、篦も杓子も手につかぬ」とあるように、盆踊唄の異称でもある。

## 有名な甚句
- 花笠音頭
- 木更津甚句
- 箱根八里
- 郡上甚句
- 越中おわら節
- 鹿児島おはら節